# Leonardo Migliónico
Leonardo Migliónico, vollständiger Name Leonardo Martín Migliónico, (* 31. Januar 1980 in Montevideo) ist ein uruguayischer ehemaliger Fußballspieler.

## Karriere
Leonardo Migliónico gehörte zu Beginn seiner Karriere von 1998 bis Mitte 2001 dem Kader der Mannschaft von JJ Urquiza an. Anschließend spielte er bis Mitte 2003 bei Club Atlético Estudiantes. Im Juli 2003 trat er ein bis Ende Januar 2008 währendes Engagement bei Piacenza Calcio an. Für die Italiener absolvierte er insgesamt 82 Ligapartien und schoss sechs Tore. Den Rest der Saison 2007/08 verbrachte er in Reihen Sampdoria Genuas und wurde in vier Spielen (kein Tor) der Serie A eingesetzt. Im Juli 2008 wurde Migliónico zunächst an die AS Livorno verliehen und rund ein Jahr später fest verpflichtet. Beim Klub aus der Toskana lief er saisonübergreifend in 89 Ligaspielen auf und erzielte neun Treffer. Auch ist sein Mitwirken in zwei Begegnungen (kein Tor) der Coppa Italia 2009/10 verzeichnet. Im Januar 2012 schloss sich Migliónico US Lecce an. Nach 15 Erstligaeinsätzen ohne persönlichen Torerfolg wechselte er Mitte Juli 2012 zum Racing Club nach Argentinien. Er bestritt 17 Spiele (kein Tor) in der Primera División und kam in der Saison 2012/13 ein Mal in der Copa Argentina zum Einsatz, die seine Mannschaft ohne sein Mitwirken in der Vorsaison gewonnen hatte. Auch ein Einsatz in einer Partie (kein Tor) der Copa Sudamericana 2013 steht für ihn zu Buche. In der zweiten Julihälfte 2014 verpflichtete ihn der paraguayische Klub CA 3 de Febrero. Bis zu seinem letzten Einsatz am 20. Oktober 2014 kam er dort in sieben Ligapartien zum Einsatz und traf ein Mal ins gegnerische Tor.